# 이새봄
이새봄(본명: 이인애)은 2017년 CF '맥도날드' 로 데뷔하였다. 2018년 SBS 수목드라마 스위치-세상을 바꿔라에서 강미란 역(조연)으로 출연. 2019년 개봉한 영화'1919 유관순'에서 유관순(주연) 역을 맡았다.

## 영화
- 2016년 그날의 분위기-단역
- 2019년 1919 유관순-주연
- 2019년 유관순과 8호감방-주연

## 방송
- 2018년 스위치-세상을 바꿔라-강미란 역